# 陶利哈哈山
8°55′01″S 77°40′16″W / 8.91694°S 77.67111°W
陶利哈哈山（Tawlli Qaqa），是秘魯的山峰，位於該國北部安卡什大區，由瓦伊拉斯省的聖克魯斯區負責管轄，屬於布蘭卡山脈的一部分，海拔高度4,800米。